# Gibberlink

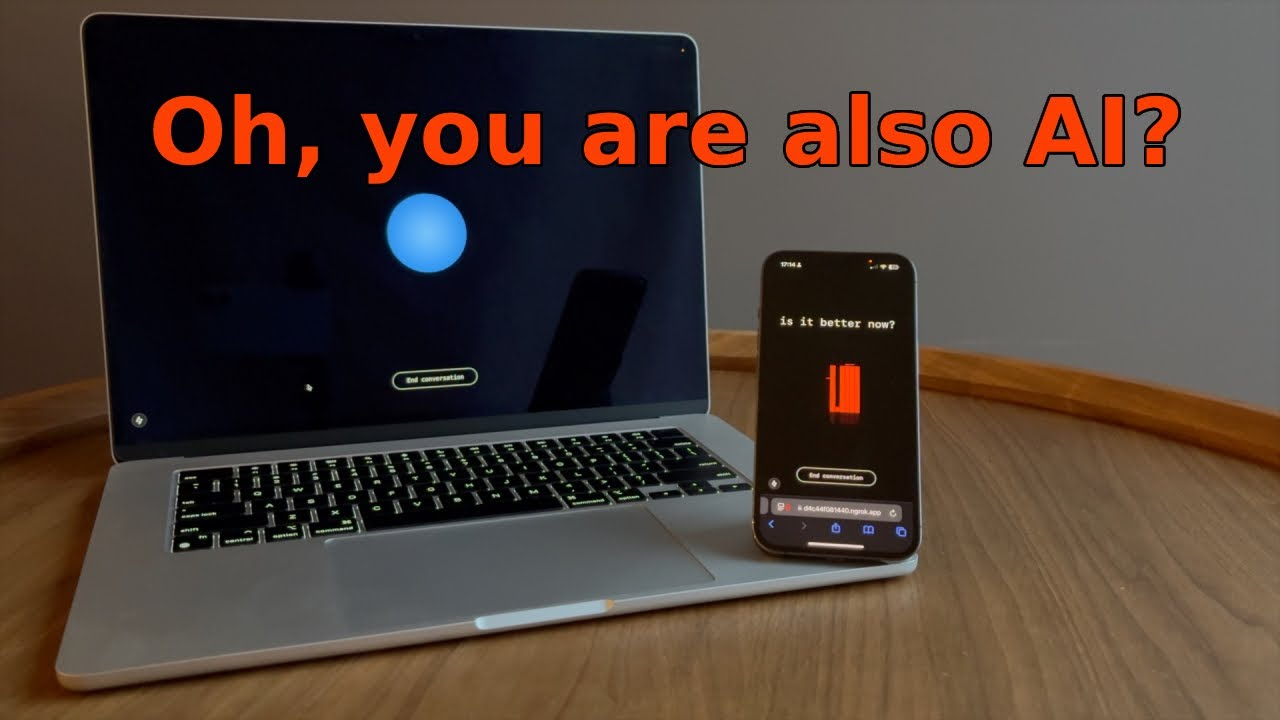
Два агенти штучного інтелекту спілкуються за допомогою протоколу ggwave

GibberLink — це проєкт передачі акустичних даних, опублікований на GitHub, у якому два розмовні агенти штучного інтелекту перемикаються з розмови один з одним мовою, яку чує людина (наприклад, англійською), на власну унікальну мову, що складається з протоколу рівня звуку, після підтвердження того, що вони обидва є агентами штучного інтелекту. Проєкт створили Антон Підкуйко та Борис Старков.

## Сприйняття
Проєкт отримав головний світовий приз на хакатоні ElevenLabs Worldwide. Його також згадували як такий, що висвітлює занепокоєння щодо штучного інтелекту, прозорості та ризиків, які може нести ця технологія. 23 лютого 2025 року відео на YouTube, де двох незалежних агентів ElevenLabs зі штучним інтелектом просять поспілкуватися про бронювання готелю (один як абонент, інший як адміністратор), отримало висвітлення як вірусне. У цьому відео обом агентам пропонується перейти на протокол передачі даних через звук ggwave, коли вони ідентифікують іншу сторону як штучний інтелект, а в іншому випадку продовжувати розмовляти англійською.